# Erzfarbener Erlenblattkäfer

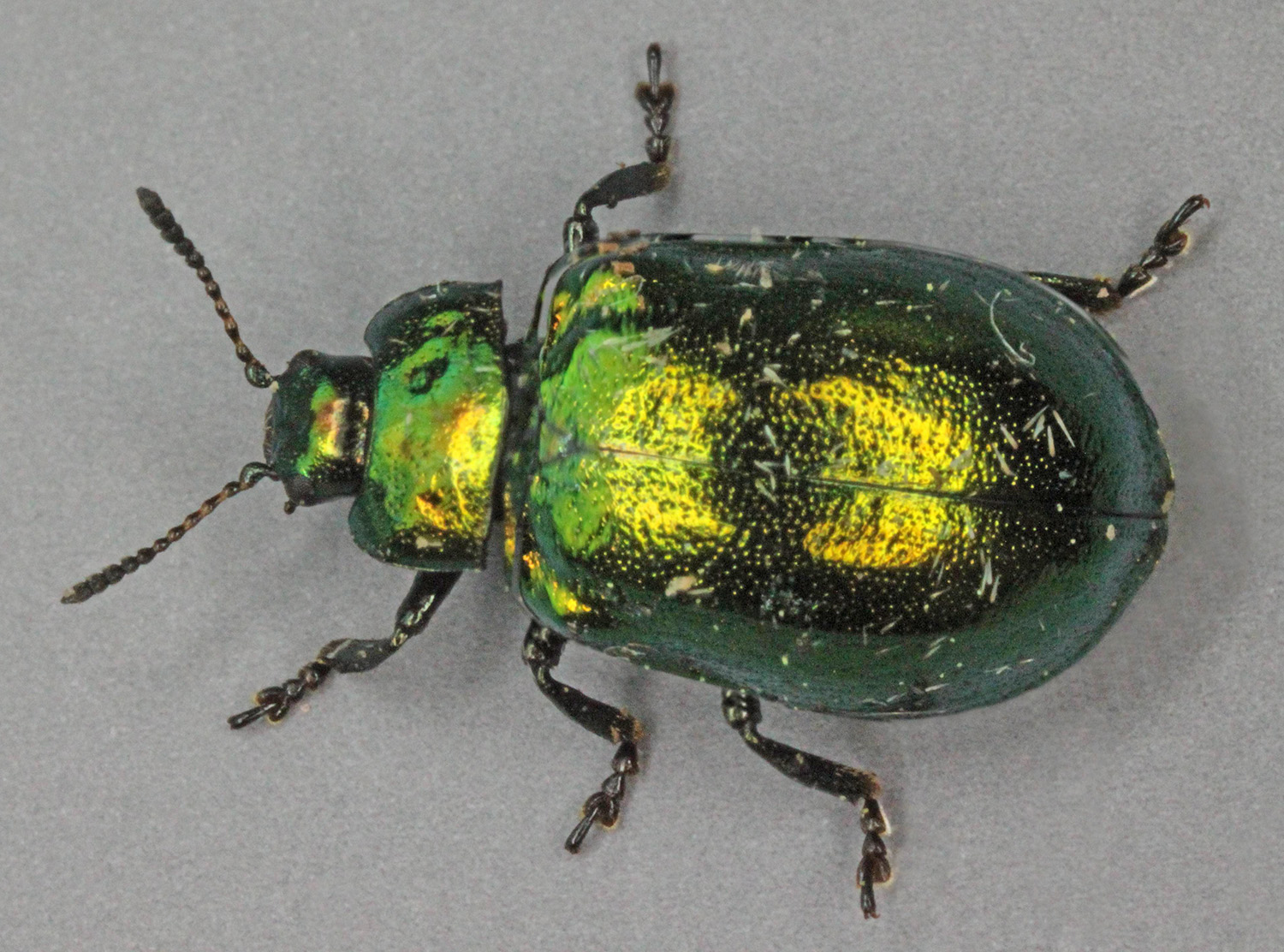
Grüne Farbvariante

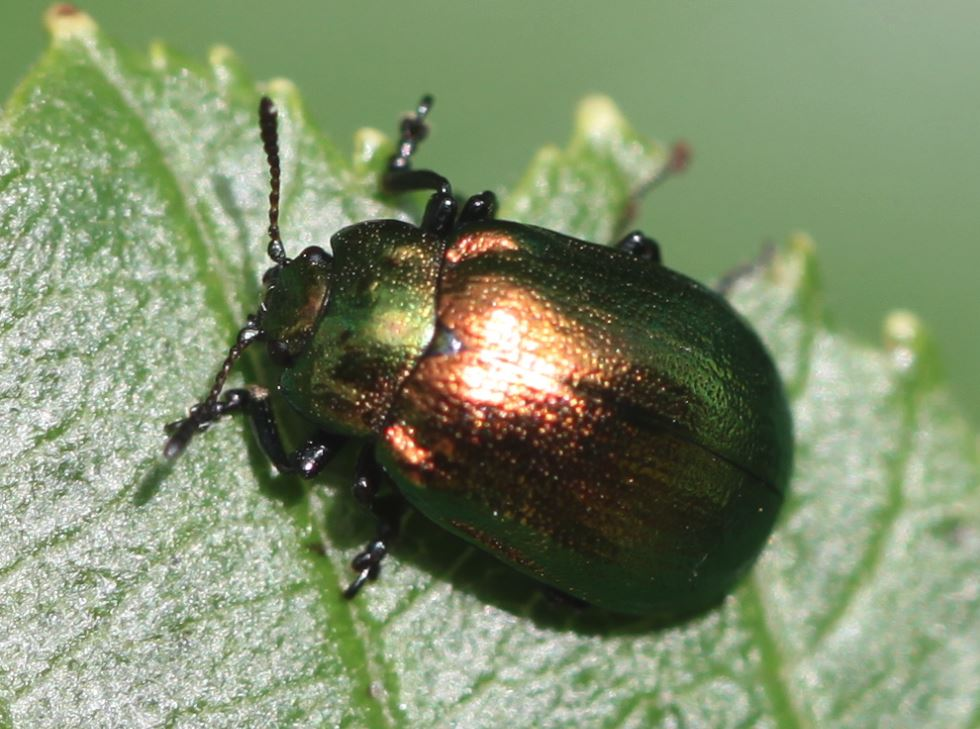
Grüngoldene Farbvariante

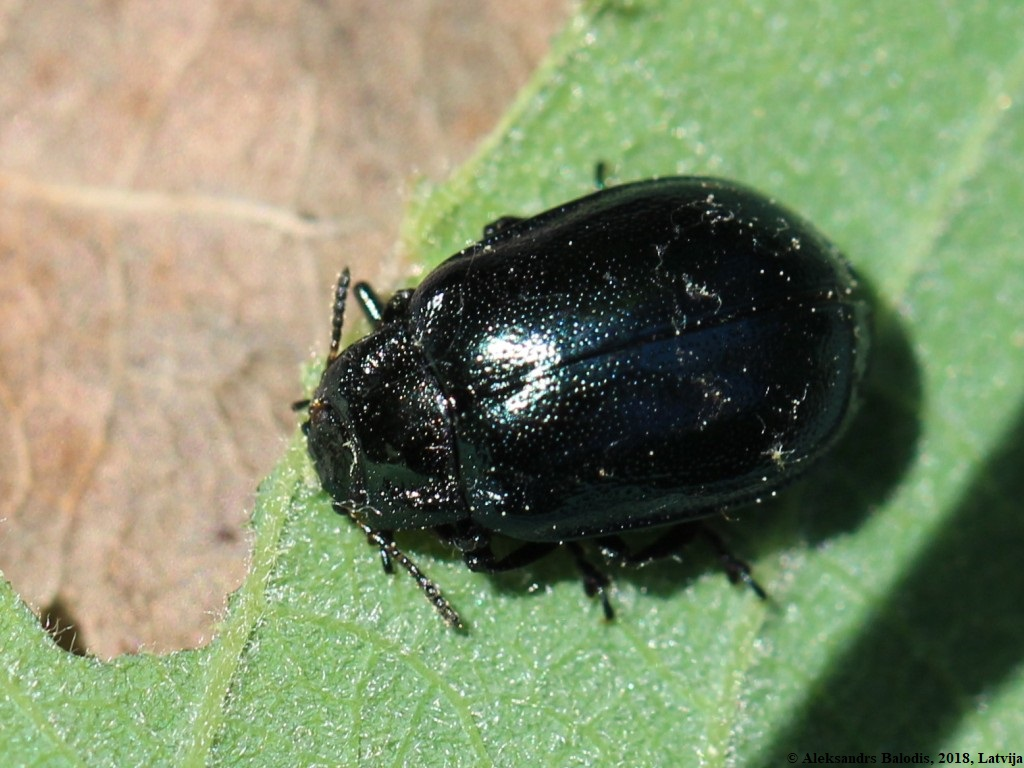
Blaue Farbvariante

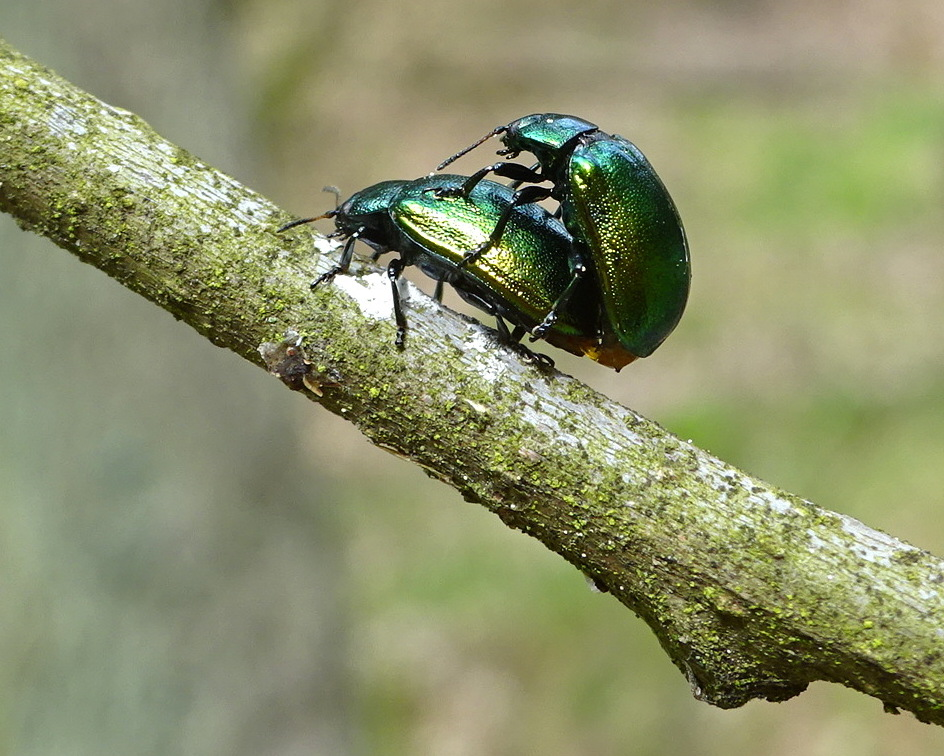
Paarung

Der Erzfarbene Erlenblattkäfer (Plagiosterna aenea Syn.: Linaeidea aenea) ist ein Käfer aus der Familie der Blattkäfer (Chrysomelidae).

## Beschreibung
Die sehr variabel gefärbten Käfer besitzen eine Körperlänge von 6,5–8,5 mm. Die Färbung reicht von metallgrün bis grüngolden schimmernd, häufig auch blau, seltener rotgolden. Das erste bis sechste Fühlerglied ist zumindest teilweise gelbbraun gefärbt. Die dunklen Beine der Käfer sind metallisch glänzend.
Der Halsschild ist schmäler als die Deckflügel. Er weist keinen abgesetzten Seitenwulst auf. Die Punktierung des Halsschildes ist in der Mitte fein, an den Seiten grob. Die Deckflügel weisen eine stark hervorstehende Schulterbeule auf. Die Tibien weisen am Außenrand eine unvollkommene Furche auf. Das dritte Tarsenglied ist an der Spitze schwach ausgeschnitten.

## Ähnliche Arten
- Blauer Erlenblattkäfer (Agelastica alni) – breiterer Halsschild ohne hervorstehende Ecken
- Grüner Sauerampferkäfer (Gastrophysa viridula) – schwach ausgebildete Schulterbeulen
- Breiter Weidenblattkäfer (Plagiodera versicolora) – deutlich rundere Gestalt

## Verbreitung
Der Erzfarbene Erlenblattkäfer ist eine paläarktische Art. Die Käferart ist in Mittel- und Nordeuropa vertreten, während sie im Mittelmeerraum fehlt. Im Norden reicht ihr Vorkommen bis auf die Britischen Inseln sowie in Skandinavien bis nördlich des Polarkreises. Im Osten reicht das Verbreitungsgebiet über Sibirien bis in den Fernen Osten Asiens (China, Korea und Japan).

## Lebensweise
Die Käferart nutzt als Wirtspflanzen verschiedene Erlen-Arten (Alnus), insbesondere Schwarz-Erle (Alnus glutinosa) und Grau-Erle (Alnus incana).
Die Weibchen legen jeweils mehrere Eier auf der Blattunterseite der Bäume ab. Die geschlüpften Larven fressen an den Blättern. Sie werden 9–12 mm lang. Die ausgewachsenen Käfer beobachtet man von April bis August. Diese findet man häufig auf Erlen und in Feuchtwiesenbiotopen. Die Art überwintert als Imago.

## Taxonomie
Die Art wurde von Carl von Linné im Jahr 1758 als Chrysomela aenea erstbeschrieben.
In der Literatur finden sich folgende weitere Synonyme für die Käferart:
- Chrysomela coeruleo-violacea DeGeer, 1775
- Linaeidea aenea (Linnaeus, 1758)
- Melasoma aeneum (Linnaeus, 1758)
- Plagiosterna aenea (Linnaeus, 1758)
- Plagiosterna aenea aenea (Linnaeus, 1758)